# Silbato de la muerte azteca

Silbato de la muerte azteca, con forma de cabeza de Mictlantecuhtli.

El silbato de la muerte azteca (Ehecachichtli)  es un artefacto cerámico creado exclusivamente por los mexicas. Pertenece a un tipo de aerófonos de la Mesoamérica precolombina que producían sonidos especiales que imitaban los reclamos de ciertos animales y el ruido del viento o la tormenta.  La pieza azteca era un instrumento musical que producía un "silbido de muerte" que infundía un gran miedo en los oyentes. Su uso estaba asociado al culto al dios del viento Ehecatl y al dios de la muerte Mictlantecuhtli. En nahua el artefacto se llamaba "Ehecachichtli". El término "silbato de la muerte azteca" fue utilizado por primera vez en la década de 1990 por el arqueólogo Roberto Velázquez Cabrera, dedicado al estudio de las culturas musicales mesoamericanas precolombinas. 
El silbato de la muerte que dio a conocer el instrumento al público fue descubierto por primera vez en 1999 durante las excavaciones del Templo de Quetzalcóatl en Tlatelolco en Ciudad de México, donde los aztecas realizaban sacrificios humanos. En el templo se descubrió el esqueleto sin cabeza de un hombre sacrificado, de unos 20 años de edad, en cuya mano sostenía un pequeño silbato de cerámica. Estaba hecho de arcilla y tenía forma de cráneo humano. En el momento del descubrimiento, los científicos pensaron que era sólo un adorno, pero 15 años después, uno de los investigadores accidentalmente sopló en él, descubriendo que era un instrumento musical inusual y alarmante, ya que sonó como un grito desgarrador, tras lo cual recibió el nombre de silbato azteca de la muerte. Más tarde las evidencias encontradas indicaron que estos silbatos se fabricaban con arcilla en grandes cantidades.  
Existen varias hipótesis sobre el uso del silbato mortuorio. Uno de ellos afirma que se utilizó como instrumento de intimidación durante la guerra, así como con fines rituales durante los sacrificios humanos. Considerando el aspecto del templo, donde se excavaron una gran cantidad de silbatos mortuorios, el periodista B. Cost cree que fueron utilizados en sacrificios humanos. Se cree que el silbato era un talismán protector utilizado para ahuyentar a los espíritus malignos durante el viaje de la víctima al más allá.  Si era tocado durante el sacrificio, amplificando los gritos de la víctima, debía provocar un efecto perturbador en los espectadores de la ceremonia.
También se ha sugerido que tales silbatos podrían haber sido utilizados simultáneamente por cientos de guerreros, provocando la huida inmediata de los enemigos, pero hay poca evidencia que lo respalde. 
A partir de estudios acústicos se analizaron las similitudes entre el sonido del silbido de muerte y los gritos de hombres y mujeres. Como resultado, se confirmó que el sonido que produce este instrumento se asemeja a gritos humanos, pero entre ellos suena específicamente como un grito de horror, lo que causa más miedo. Comparados con los gritos de miedo de los hombres, los gritos de las mujeres se parecían más a los sonidos de los silbatos. El rango de baja frecuencia del silbato era similar a las características de frecuencia del sonido de un grito humano inducido por el miedo.
Otros investigadores creen que es un error pensar que este silbato emitiera un sonido agudo, parecido a un chirrido, ya que estos sonidos, llamados silbido de la muerte azteca, en realidad son producidos por réplicas experimentales mucho más grandes del silbato. El arqueólogo musical Arnd Adje Both tuvo la oportunidad de probar los silbatos originales desenterrados y su sonido fue mucho más suave. Describe el sonido como similar al "ruido atmosférico creado por el viento".  Siempre que se encontraron silbatos en los campos de batalla o en tumbas de guerreros, lo más probable es que fueran ceremoniales o religiosos más que armas sónicas. Sin embargo, el propósito simbólico y el uso real del silbato continua sujeto a estudio y especulaciones. 
En 2023, los especialistas de Action Lab reprodujeron fielmente el silbato de la muerte azteca utilizando tecnología de impresión 3D. La nueva versión se creó a partir de un único ejemplar bien conservado, el encontrado en la mano de un joven decapitado, durante las excavaciones realizadas en 1999 en México. Tiene forma de calavera y produce un chillido agudo cuando se le sopla. Se cree que se utilizó antes de los sacrificios humanos en honor al dios del viento Ehecatl. El sonido que sale del silbato es como un grito frenético. Según James Orgill del canal de YouTube Action Lab, “Este sonido se considera el más aterrador del mundo. Lo creas o no, este no es un grito humano. El sonido del silbato de la muerte infunde miedo en tu corazón. El efecto de grito es mayor cuando no se ve a la persona que hace sonar el silbato". Explica además que el silbato tiene interiormente forma de laringe humana, los sonidos que emite contienen una mezcla de frecuencias, sin embargo el rango de 1000 Hz es el más fuerte. Según él, “el grito humano más terrible se produce a una frecuencia de unos 1.000 Hz”. Luego hace sonar cuatro silbatos que hizo usando una impresora 3D. Uno de ellos suena exactamente como el grito de una mujer..